# Leo Riemens
Leonard Antony Marius (Leo) Riemens (Zevenbergen, 3 december 1910 – Maastricht, 3 april 1985) was een Nederlands musicograaf, publicist en recensent op het gebied van klassieke muziek.
Hij was zoon van arts gespecialiseerd in leverziekten Leonard Anthony Marinus Riemens en Dieuwertje van ’t Lindenhout.
Hij was grotendeels autodidact alhoewel hij wel enige opleiding op piano en musicologie bij professor Smeijers genoot aan de Muziekschool der Toonkunst in Amsterdam.
Hij werd in 1931 muziekredacteur van het dagblad Het Vaderland. De nadruk kwam daarbij steeds meer op opera te liggen, mede door zijn lievelingszanger Enrico Caruso. Hij was dan ook vanaf 1954 tot 1976 (pensioen) recensent voor de rubrieken opera en televisie bij De Telegraaf. Hij schreef daarbij artikelen voor muziekbladen, waaronder Opera, Luister (waarvan hij medeoprichter was), Disk, Gramophone en Opera News. Ook maakte hij de radioserie Uren der zangkunst. Sinds 1935 was zijn stem ook op de radio te horen bij recensies van grammofoonplaten (programma Disco-causerieën), waarvoor hij soms ook aanbevelingsteksten schreef op de platenhoes. Dit was mede de oorzaak dat hij een grote platencollectie had, maar hij bezat ook een groot aantal operafilms uit de tijd van de stomme film. Voorts was hij jurylid bij zangwedstrijden, voorzitter van "Opera Vereniging Limburg" en adviseur van "Limburgse Opera Stichting".
Tijdens de Tweede Wereldoorlog was Riemens, die er niet voor terugdeinsde in NSB-kostuum door de studio te lopen, een regelmatige medewerker van de Nederlandsche Omroep. Ook schreef hij in Volk en Vaderland, De Luistergids en het nationaalsocialistische cultuurblad De Schouw. Zijn oorlogsverleden werd in de jaren zestig tegen hem gebruikt toen hij in De Telegraaf uithaalde naar het satirische programma  Zo is het toevallig ook nog eens een keer.
Hij werkte samen met Karl-Jozef Kutsch aan Unvergängliche Stimmen: kleine Sängerlexicon (1962) dat via een verbeterde heruitgave en Unvergängliche Sängerlexikon: Sängerlexikon (1982) postuum zou uitgroeien tot Unvergängliche Sängerlexikon: Grosses Sängerlexikon (vanaf 1987).
Riemens, plotseling overleden, werd op 6 april 1985 begraven aan de Sint Pieter op de Berg vak E3 Ursulinenweg 2 in Maastricht, waar ook zijn levenspartner en zijn criticus/muze Rietje Hendriks (17 mei 1936-25 oktober 2010) ligt. Hun grafsteen vermeldt: "Pace, pace mio dio"; de tekst is afkomstig uit de opera La forza del destino van Giuseppe Verdi.
Publicaties (selectie):
- Uren der zangkunst (1955)
- Enrico Caruso (1955)
- Elseviers groot opera boek (1957/9)
- Maria Callas (1960)